# Anna Gonda
Anna Gonda (28. Januar 1947 in Miskolc – 12. Juni 2013) war eine ungarische Opernsängerin der Stimmlage Alt und Gesangspädagogin. Sie gehörte 16 Jahre lang dem Ensemble der Wiener Staatsoper an.

## Leben und Werk
Am Beginn ihrer Laufbahn stand das Klavier. Erst danach dachte sie daran, ihre Stimme ausbilden zu lassen. 1969 wurde sie von der Budapester Musikakademie als Schülerin aufgenommen. Ihre wichtigste Lehrerin dort war Éva Kutrucz. Nach dem Abschluss im Jahr 1974 ging sie an die Berliner Musikhochschule (in der damaligen DDR), wo sie bei Dagmar Freiwald-Lange Gesangsunterricht nahm. 1976 debütierte sie als Orpheus in der Gluck'schen Oper Orpheus und Eurydike. 1976 erhielt sie ihren ersten Vertrag am Volkstheater Rostock. 1978 kehrte sie nach Ungarn zurück, drei Jahre lang war sie Lehrerin an der Musikoberschule Győr. Sie gastierte regelmäßig am Stadttheater Klagenfurt.
Im Herbst 1981 wurde sie von Karl Böhm an die Wiener Staatsoper engagiert, wo sie ein vielfältiges Repertoire abdecken musste. Sie sang im Haus am Ring Hauptrollen, beispielsweise die Brigitta in der Toten Stadt von Erich Wolfgang Korngold oder die Ulrica in Verdis Maskenball, übernahm aber auch kleine und kleinste Rollen, beispielsweise eine Kranke in Moses und Aron, die Erscheinung der Lukretia in Palestrina oder den Diener Amelias in Simon Boccanegra. Der Großteil ihrer Rollen waren, wie es für alle Altistinnen gilt, Charakterrollen, Partien mittlerer Größe, die ein wenig Wiedererkennbarkeit ermöglichen. 23-mal verkörperte sie die Marcellina in Le nozze di Figaro, 97-mal die Dritte Dame in der Zauberflöte. 35-mal war sie die Anna in Maria Stuarda, 34-mal die Annina in La traviata. Sie wurde als Emilia im Otello und Lucia in der Cavalleria rusticana besetzt, 19-mal als Gräfin di Coigny in Andrea Chénier, 6-mal als Suzuki in Madama Butterfly und 7-mal als Marthe in Gounods Faust. Sie war an jedem der vier Abende von Wagners Ring des Nibelungen beschäftigt, als Erda, Rheintochter und Walküre, doch mit 53 Auftritten am häufigsten als Schwertleite im III. Aufzug der Walküre. Sie war 16-mal die Mary im Fliegenden Holländer und 37-mal eines der Blumenmädchen im Parsifal, sang in Wagners Spätwerk aber auch das Alt-Solo. 22-mal verkörperte sie an der Wiener Staatsoper die Margret in Alban Bergs Wozzeck. Diese Produktion wurde in Bild und Ton aufgezeichnet und auf CD und Vinyl gepresst. Sie war an zwei Uraufführungen beteiligt, am 7. August 1984 bei Un re in ascolto von Luciano Berio bei den Salzburger Festspielen (als Prosperos Frau) am 20. Mai 1995 bei Die Wände von Adriana Hölszky im Theater an der Wien (als Ommout). Gastspiele führten die Sängerin an die Mailänder Scala, in die Schweiz und nach Frankreich. Gemeinsam mit ihrem Stammensemble trat sie in Spanien und Japan auf. Ihr Engagement an der Staatsoper endete nach knapp 600 Vorstellungen im März 1997.
Sie gab regelmäßig Liederabende und sang in Oratorien. Es gibt eine Reihe von Aufnahmen, beispielsweise des Stabat maters von Giovanni Battista Pergolesi oder des Requiems von Gabriel Fauré. Sie war mit Anton Nigg verheiratet. Zu ihren Schülerinnen zählte die ungarische Sopranistin Ibolya Verebics. Wir wissen nicht, wo sie gestorben ist.